# Línea SE743 (EMT Madrid)
El Servicio Especial (S.E.) codificado como SE743 de la EMT de Madrid unía el Polideportivo Vicente del Bosque con el Centro Deportivo Municipal de Hortaleza, durante las obras de renovación de la piscina de verano del Barrio del Pilar entre el 4 de junio y el 11 de septiembre de 2022.

## Características
Tenía carácter exprés, ya que no realizaba paradas intermedias. Esta línea realizaba una parada de descenso y otra de subida de viajeros en Hortaleza.

### Frecuencias
| todos los días  |        |
| de 9:00 a 22:00 | 40 min |

## Recorrido y paradas

### Sentido Centro Deportivo Municipal Hortaleza
La línea empezaba en la calle Monforte de Lemos a la altura del polideportivo Vicente del Bosque. Desde ahí, se incorporaba brevemente al Paseo de la Castellana para tomar la M-11 hasta la Carretera Estación de Hortaleza, donde tenía la parada de descenso para luego cambiar de sentido y establecer su cabecera.
| Código | Parada                                                          | Común con |
| ------ | --------------------------------------------------------------- | --------- |
| 5224   | POLIDEPORTIVO VICENTE DEL BOSQUE Monforte de Lemos-Parque Norte |           |
| 5416   | Centro Deportivo Municipal Hortaleza (solo descenso)            | 172       |
| 5415   | CENTRO DEPORTIVO MUNICIPAL HORTALEZA                            | 172       |

### Sentido Polideportivo Vicente del Bosque
El recorrido de vuelta era igual al de ida, con la salvedad de que al llegar al polideportivo Vicente del Bosque tomaba brevemente las calles Melchor Fernández Almagro y Puentecesures.
| Código | Parada                                                          | Común con |
| ------ | --------------------------------------------------------------- | --------- |
| 5415   | CENTRO DEPORTIVO MUNICIPAL HORTALEZA                            | 172       |
| 5224   | POLIDEPORTIVO VICENTE DEL BOSQUE Monforte de Lemos-Parque Norte |           |